# Nida Senff

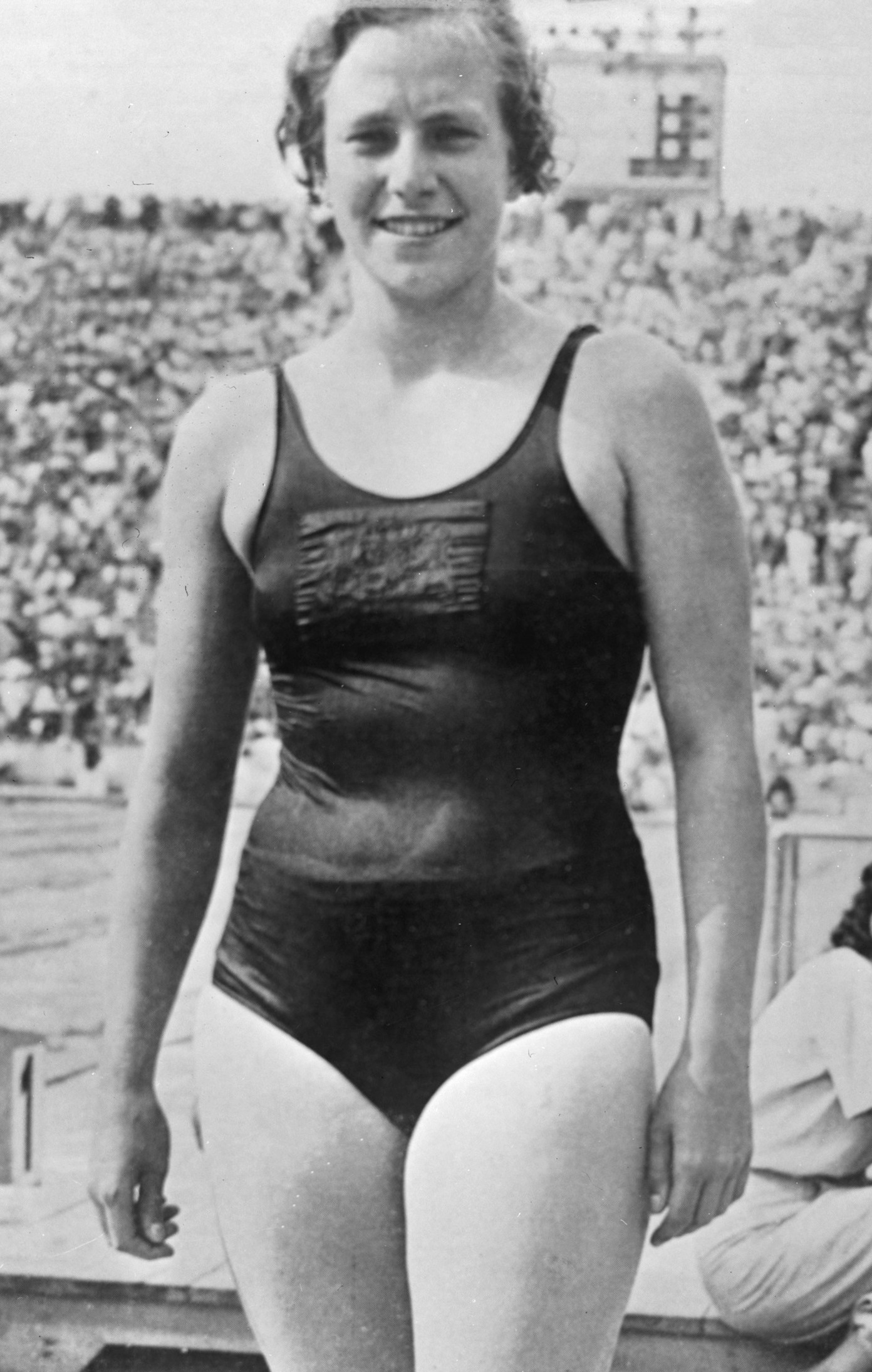
Nida Senff, 1936

Nida Senff, eigentlicher Name Dina Willemina Jacoba Senff (* 3. April 1920 in Rotterdam; † 27. Juni 1995 in Amsterdam), war eine niederländische Schwimmerin.
Bei den Olympischen Spielen 1936 in Berlin wurde sie vor ihrer Landsfrau Rie Mastenbroek Olympiasiegerin über 100 m Rücken, obwohl sie aufgrund des verpassten Anschlages bei der Wende einige Meter zurückschwimmen musste. Sie profitierte außerdem von der Nichtnominierung der Olympiasiegerin von 1932 Eleanor Holm, die auf der Überfahrt von den USA nach Deutschland von ihrem Team ausgeschlossen wurde. Im Jahr 1983 wurde sie in die Ruhmeshalle des internationalen Schwimmsports aufgenommen.